# Matt Smith
Matthew Robert Smith (n. 28 octombrie 1982, Northampton, Anglia, Regatul Unit) este un actor britanic de teatru, televiziune și cinema. Este cunoscut pentru rolul Al unsprezecelea Doctor din serialul BBC Doctor Who. Smith a aspirat inițial să fie fotbalist profesionist, dar spondiloliza l-a forțat să se lase de sport. După ce s-a alăturat Teatrului Național al Tineretului și a studiat scenografia dramatică și creativă la Universitatea din East Anglia, a devenit actor în 2003, interpretând în piese precum "Murder in the Cathedral", "Fresh Kills", "The History Boys" și "The Shore of the World" în teatrele din Londra.
În perioada 2016-2017, el l-a portretizat pe Prințul Filip, Duce de Edinburgh în serialul dramatic The Crown.

## Filmografie

### Film
| An   | Titlu                           | Rol                    | Note                          |
| ---- | ------------------------------- | ---------------------- | ----------------------------- |
| 2008 | In Bruges                       | Harry Waters           | Deleted scene                 |
| 2009 | Together                        | Rob                    | Film de scurt metraj          |
| 2010 | Womb                            | Thomas                 |                               |
| 2011 | Christopher and His Kind        | Christopher Isherwood  |                               |
| 2012 | Bert and Dickie                 | Bert Bushnell          |                               |
| 2013 | Cargese                         |                        | Film de scurt metraj; Regizor |
| 2014 | Lost River                      | Bully                  |                               |
| 2015 | Terminator Genisys              | Skynet/Alex/The T-5000 | Credited as Matthew Smith     |
| 2016 | Pride and Prejudice and Zombies | Mr. Collins            |                               |
| 2018 | Patient Zero                    | Morgan                 | Post-producție                |
| 2018 | Mapplethorpe                    | Robert Mapplethorpe    | Post-producție                |

### Televiziune
| An        | Titlu                          | Rol                                   | Note                              |
| --------- | ------------------------------ | ------------------------------------- | --------------------------------- |
| 2006      | The Ruby in the Smoke          | Jim Taylor                            | film TV                           |
| 2007      | The Shadow in the North        | Jim Taylor                            | film TV                           |
| 2007      | Party Animals                  | Danny Foster                          | 8 episoade                        |
| 2007      | Secret Diary of a Call Girl    | Tim                                   | 1 episoad                         |
| 2007      | The Street                     | Ian Hanley                            | 2 episoade                        |
| 2009      | Moses Jones                    | DS Dan Twentyman                      | 3 episoade                        |
| 2010–2014 | Doctor Who                     | The Doctor                            | 40 episode                        |
| 2010      | The Sarah Jane Adventures      | The Doctor                            | 2-part serial Death of the Doctor |
| 2013      | An Adventure in Space and Time | Himself                               | Cameo (uncredited)                |
| 2013      | The Five(ish) Doctors Reboot   | Himself                               | film TV                           |
| 2016–2017 | The Crown                      | Philip Mountbatten, Duce de Edinburgh | 20 episoade                       |